# Chrysso
Chrysso es un género de arañas de la familia Theridiidae.

## Especies
- C. albomaculata O. Pickard-Cambridge, 1882
- C. alecula Levi, 1962
- C. anei Barrion & Litsinger, 1995
- C. angula (Tikader, 1970)
- C. antonio Levi, 1962
- C. arima Levi, 1962
- C. arops Levi, 1962
- C. backstromi (Berland, 1924)
- C. barrosmachadoi Caporiacco, 1955
- C. bicuspidata Zhang & Zhang, 2012 ]
- C. bifurca Zhang & Zhang, 2012
- C. bimaculata Yoshida, 1998
- C. calima Buckup & Marques, 1992
- C. cambridgei (Petrunkevitch, 1911)
- C. caudigera Yoshida, 1993
- C. compressa (Keyserling, 1884)
- C. cyclocera Zhu, 1998
- C. dentaria Gao & Li, 2014
- C. diplosticha Chamberlin & Ivie, 1936
- C. ecuadorensis Levi, 1957
- C. fanjingshan Song, Zhang & Zhu, 2006
- C. foliata (L. Koch, 1878)
- C. gounellei Levi, 1962
- C. hejunhuai Barrion, Barrion-Dupo & Heong, 2013
- C. huae Tang, Yin & Peng, 2003
- C. huanuco Levi, 1957
- C. hyoshidai Barrion, Barrion-Dupo & Heong, 2013
- C. indicifera Chamberlin & Ivie, 1936
- C. intervales Gonzaga, Leiner & Santos, 2006
- C. isumbo Barrion & Litsinger, 1995
- C. lativentris Yoshida, 1993
- C. lingchuanensis Zhu & Zhang, 1992
- C. longshanensis Yin, 2012
- C. mariae Levi, 1957
- C. melba Levi, 1962
- C. nigriceps Keyserling, 1884
- C. nigrosterna Keyserling, 1891
- C. nordica (Chamberlin & Ivie, 1947)
- C. orchis Yoshida, Tso & Severinghaus, 2000
- C. oxycera Zhu & Song, 1993
- C. pelyx (Levi, 1957)
- C. pulchra (Keyserling, 1891)
- C. questona Levi, 1962
- C. rubrovittata (Keyserling, 1884)
- C. sasakii Yoshida, 2001
- C. scintillans (Thorell, 1895)
- C. sicki Levi, 1957
- C. silva Levi, 1962
- C. simoni Levi, 1962
- C. subrapula Zhu, 1998
- C. sulcata (Keyserling, 1884)
- C. tiboli Barrion & Litsinger, 1995
- C. trimaculata Zhu, Zhang & Xu, 1991
- C. trispinula Zhu, 1998
- C. urbasae (Tikader, 1970)
- C. vallensis Levi, 1957
- C. vexabilis Keyserling, 1884
- C. viridiventris Yoshida, 1996
- C. vitra Zhu, 1998
- C. vittatula (Roewer, 1942)
- C. volcanensis Levi, 1962
- C. wangi Zhu, 1998
- C. wenxianensis Zhu, 1998
- C. yulingu Barrion, Barrion-Dupo & Heong, 2013